# Virus siêu đa hình
Virus siêu đa hình (super-polymorphic virus) là thế hệ mới của họ virus đa hình. Thế hệ virus mới này đã "nâng cấp" khả năng đa hình bằng cách lai tạo và kết hợp nhiều kiểu đa hình khác nhau trong cùng một virus. Virus siêu đa hình khi lây nhiễm sẽ tự động biến đổi, lai tạp, hình thành các thế hệ virus F1, F2, F3... Fn, với n là một số không xác định. Sau mỗi lần lai tạp, khả năng phát hiện của các phần mềm diệt virus đối với loại virus này càng giảm đi. Chính vì thế, virus siêu đa hình có thể qua mặt được hầu hết các phần mềm diệt virus không có cơ chế quét sâu. Nếu phần mềm chỉ sử dụng các bộ mẫu nhận diện cố định để tìm các virus đa hình hoặc siêu đa hình thì sẽ không thể tìm đủ các "hình" của virus, dẫn tới diệt không triệt để. Một số virus siêu đa hình điển hình: virus Vetor, Sality,...